# پیوترووا
پیوترووا (به لهستانی:  Piotrowa) یک روستا در لهستان است که در شهرستان اوپوله واقع شده‌است.